# Якимов, Василий Ларионович

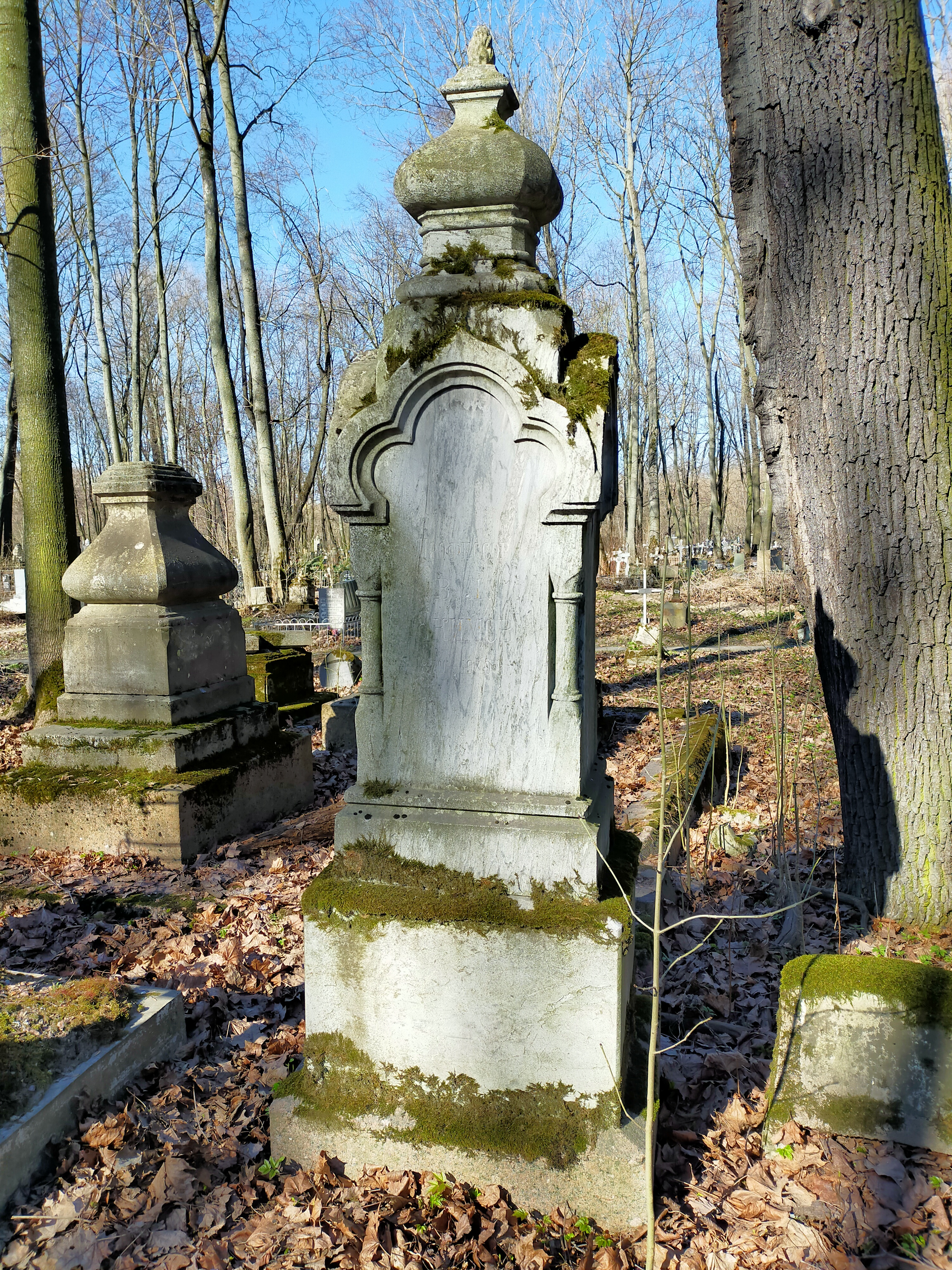
Памятник на могиле В.Л. Якимова, Волковское лютеранское кладбище

Василий Ларионович Якимов (9 февраля 1870, Казань, Казанская губерния, Российская империя — 27 июля 1940, Ленинград, СССР) — русский и советский паразитолог.

## Биография
Родился 9 февраля 1870 года в Казани. С детства очень любил домашних животных и твёрдо решил стать ветеринарным врачом. Поступил в Казанский ветеринарный институт, который окончил в 1897 году. С 1902 по 1909 год работал в Институте экспериментальной медицины и с 1914 по 1918 год — в центральной ветеринарной лаборатории в Петрограде. Совместно с Шохором и другими он впервые в России изучал амёб и различных жгутиковых(паразитов кишечника и крови).
В 1910-х годах вместе со своими сподвижниками организовал Ветеринарно-зоотехнический институт (Ленинградский ветеринарный институт) и уже в 1919 году новый институт распахнул свои двери, где он был избран директором (1919-1920 гг.) и профессором (с 1921 года). Основал в институте кафедру паразитологии и был её заведующим до самой смерти.
Скончался 27 июля 1940 года в Ленинграде.

## Научные работы
Основные научные работы посвящены ветеринарной и медицинской паразитологии, протистологии и арахно-энтомологии. Василий Ларионович является одним из организаторов борьбы с гемоспоридозами и другими заболеваниями животных, а также организатором и участником экспедиций по борьбе с паразитарными заболеваниями человека и животных.
- Изучал протозойные болезни и насекомых — переносчиков этих заболеваний.
- Разрабатывал методы химиотерапии протозойных инфекций.

## Научные труды
- Паразиты человека. — Петроград : Мысль, 1922. — 88 с.
- Ветеринарная химиотерапия. — М., Л., 1930.
- Болезни домашних животных, вызываемые простейшими. (Ветеринарная протозоология). — М.; Л. : Сельхозгиз, 1931. — 864 с.

## Источник
- Биологи. Биографический справочник.— Киев.: Наук. думка, 1984.— 816 с.: ил